# Cottus petiti
Cottus petiti és una espècie de peix pertanyent a la família dels còtids.

## Descripció
- Nombre de vèrtebres: 30.[1]

## Reproducció
La femella pon entre 20 i 70 ous.

## Hàbitat
És un peix d'aigua dolça, demersal i de clima temperat.

## Distribució geogràfica
Es troba a Europa: riu Les (Occitània).

## Observacions
És inofensiu per als humans.